# Eusterinx
Eusterinx is een geslacht van insecten uit de orde vliesvleugeligen (Hymenoptera) en de familie Ichneumonidae.

## Soorten
- E. aquilonigena van Rossem, 1982
- E. argutula Forster, 1871
- E. bispinosa (Strobl, 1901)
- E. circaea van Rossem, 1982
- E. diversa Forster, 1871
- E. fabulosa van Rossem, 1990
- E. fleischeri Gregor, 1941
- E. inaequalis van Rossem, 1981
- E. jugorum (Strobl, 1901)
- E. laevipleuris Forster, 1871
- E. minima (Strobl, 1901)
- E. obscurella Forster, 1871
- E. oligomera Forster, 1871
- E. pseudoligomera Gregor, 1941
- E. refractaria van Rossem, 1982
- E. subdola Forster, 1871
- E. tartarea van Rossem, 1982
- E. tenuicincta Forster, 1871
- E. trichops (Thomson, 1888)
- E. trifasciata (Ashmead, 1899)